# Reign Edwards
Reign Edwards, född 1 december 1996 i Harford County, Maryland, är en amerikansk skådespelare.
Edwards har bland annat medverkat i TV-serierna Glamour och MacGyver. Hon har även medverkat i filmen Old Dads.

## Filmografi (i urval)
- 2015–2018 – Glamour (TV-serie)
- 2017–2019 – MacGyver (TV-serie)
- 2023 – Old Dads